# Henry J
Henry J – marka i model amerykańskiego samochodu osobowego z lat 50. XX wieku, produkowanego przez koncern Kaiser-Frazer w latach 1950–1954. Na rynku amerykańskim zaliczano go do samochodów kompaktowych. Pierwszy model nosił nazwę Henry J, a w toku produkcji wprowadzono nazwy modeli: Vagabond i Corsair. Wyprodukowano ich w USA ponad 120 tysięcy; montowane były także w Japonii. Sprzedawany był również pod marką Allstate przez sieć handlową Sears.

## Historia

### Projekt

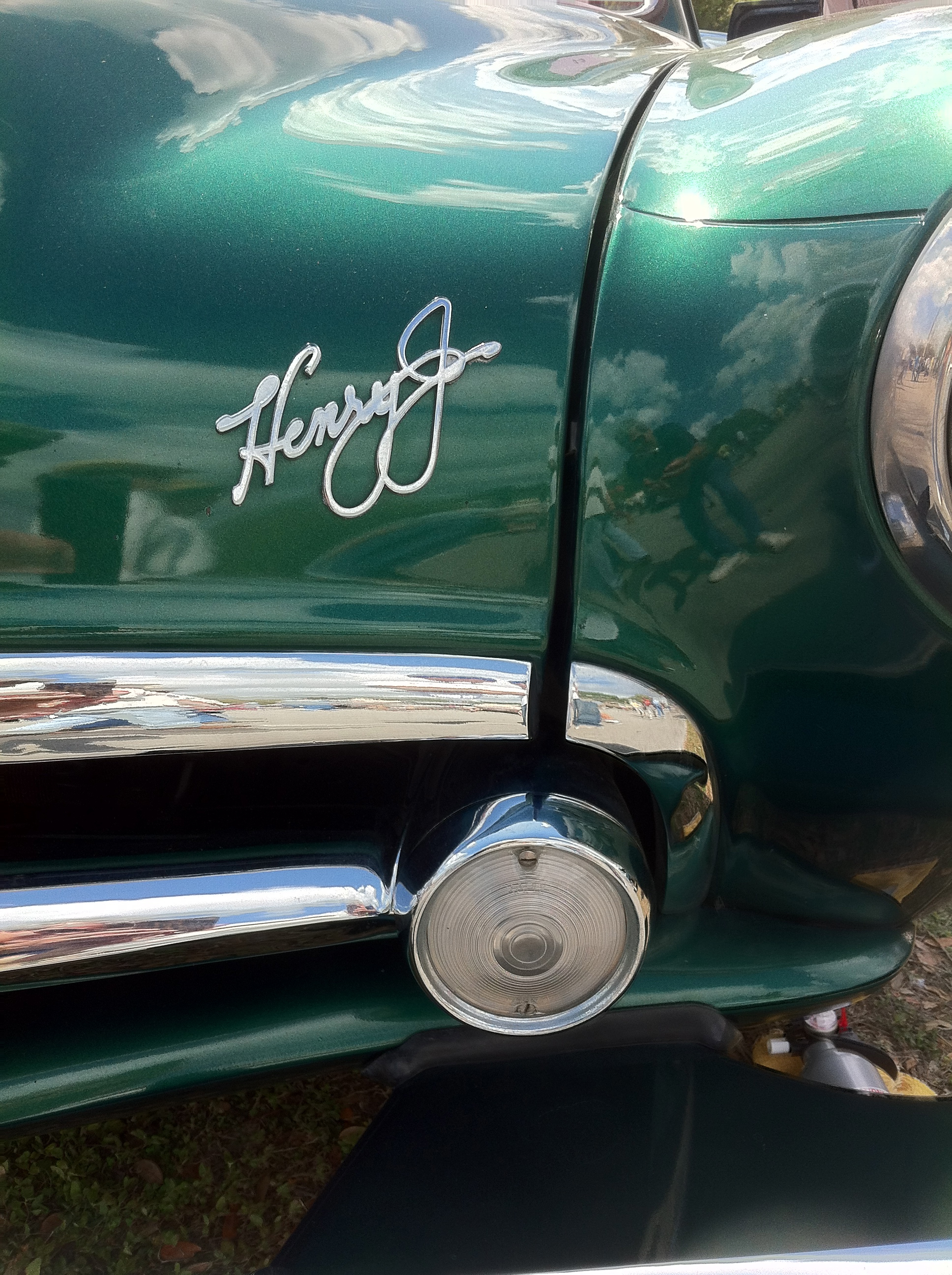
Znak firmowy na Henry J z 1951 roku

Samochód powstał w ramach koncernu Kaiser-Frazer, którego prezes Henry J. Kaiser uważał, że istnieje zapotrzebowanie na rynku amerykańskim na samochody mniejsze, ubogo wykończone i wyposażone, za to tańsze i bardziej ekonomiczne od pełnowymiarowych samochodów konkurencji, przez to bardziej dostępne dla ludności. Część pieniędzy na rozwój nowego modelu pochodziła z pożyczki z agencji rządowej pomocy finansowej Reconstruction Finance Corporation. W tym celu w ramach koncernu utworzono odrębną markę Henry J, nazwaną tak od imion prezesa firmy. Produkowano tylko jeden model samochodu Henry J, który po późniejszych modernizacjach otrzymał dodatkowe nazwy Vagabond i Corsair. Na rynku amerykańskim określany był jako samochód kompaktowy, w odróżnieniu od dominujących tradycyjnych samochodów (pełnowymiarowych). Samochód produkowany był w głównych zakładach w Willow Run, a nadto w Long Beach, Jackson i Portlandzie. Od 1951 do 1954 roku Henry J był także montowany i sprzedawany w Japonii przez East Japan Heavy-Industries (późniejsze Mitsubishi Nihon Heavy-Industries).

### Henry J 1950–1951

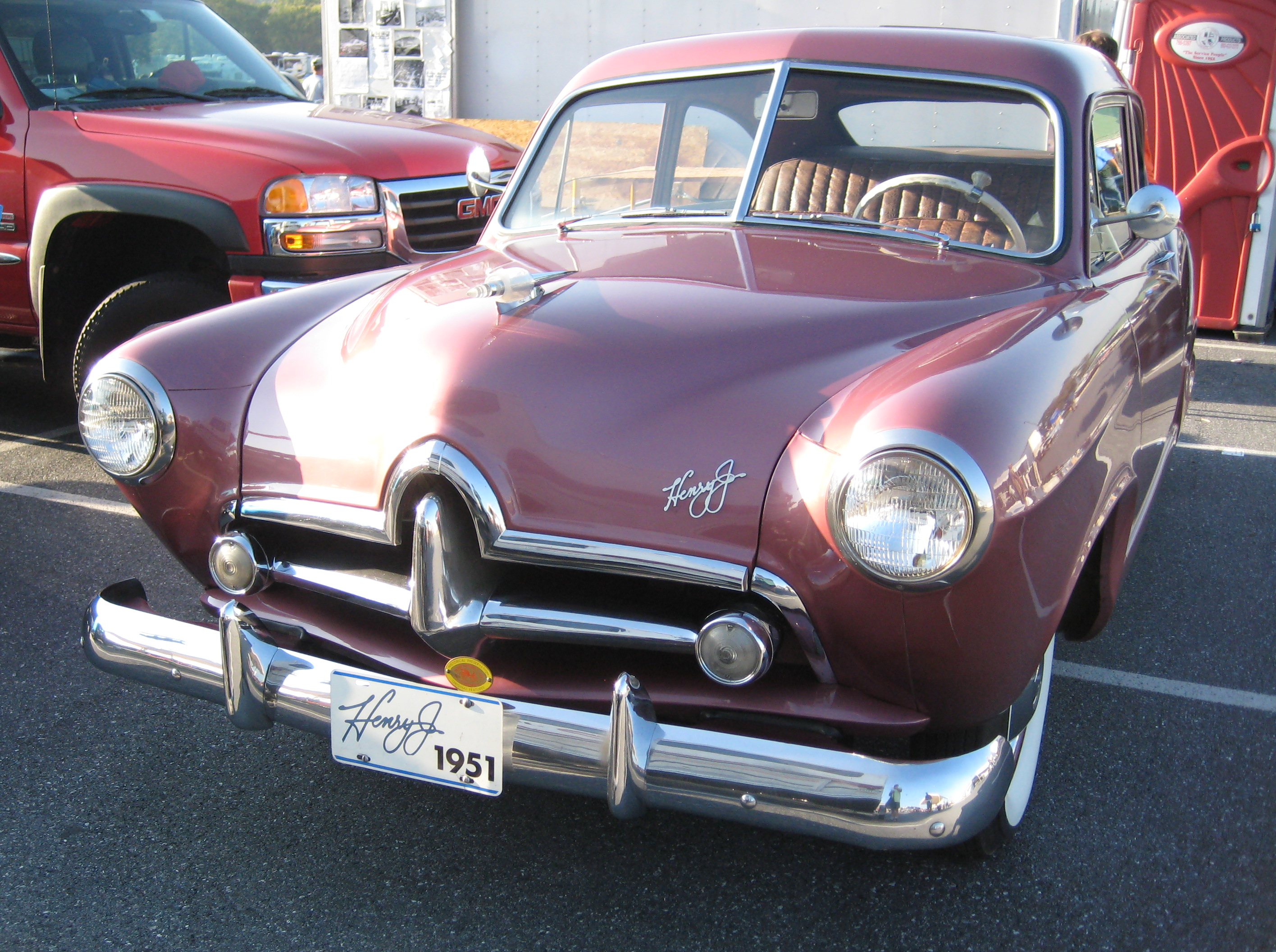
Henry J z 1951 roku

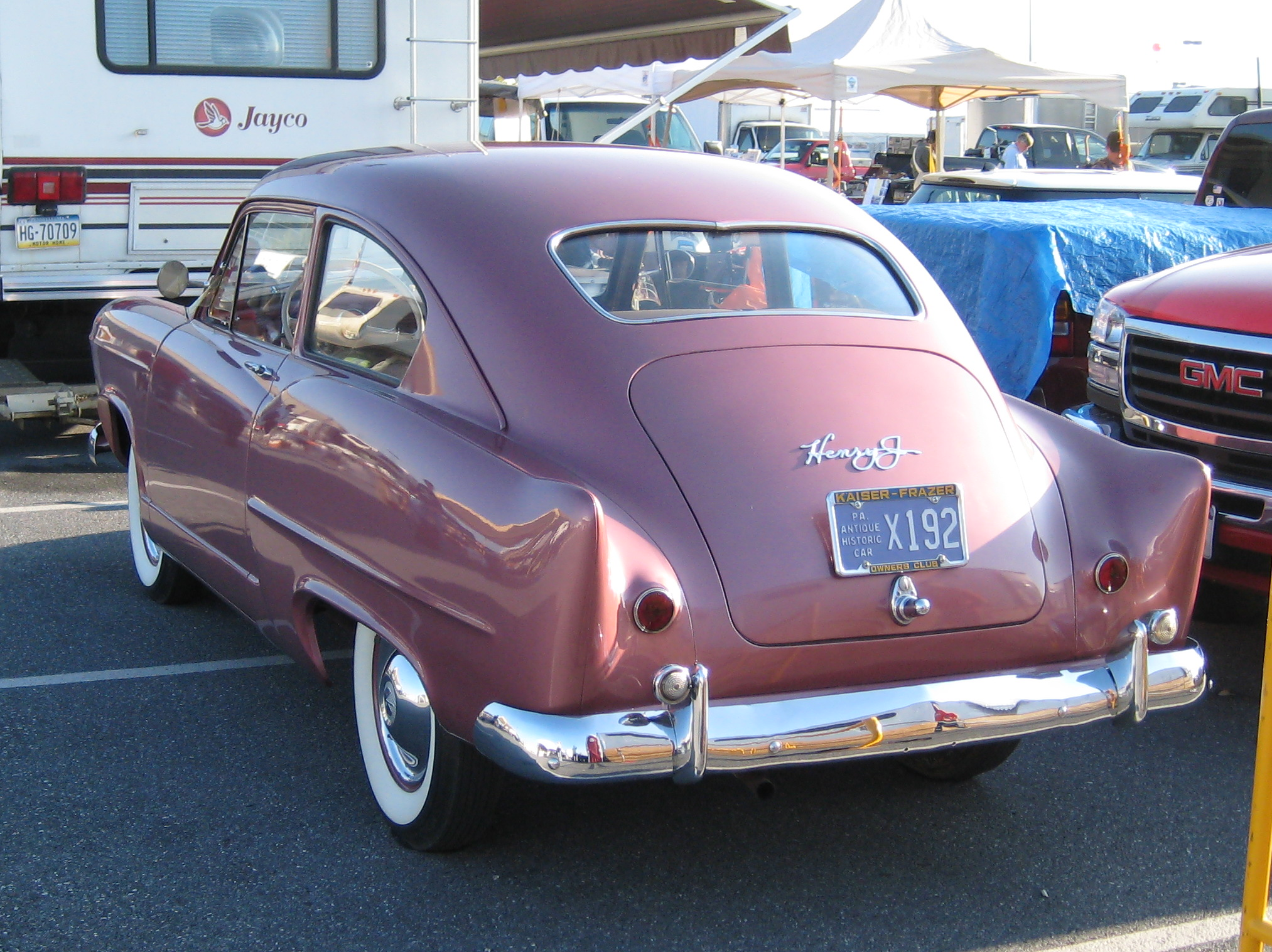
Henry J od tyłu

Pierwszym modelem był wprowadzony na rynek we wrześniu 1950 roku dwudrzwiowy sedan z tyłem fastback nazwany po prostu Henry J. Jego stylistyka nawiązywała nieco do luksusowych samochodów Frazer tego samego koncernu, natomiast była bardziej zachowawcza, niż awangardowe modele klasy średniej Kaiser, stylizowane przez Howarda Darrina. Z przodu zaakcentowana była podwyższona maska nad silnikiem pośrodku, a po bokach błotniki integralne z bokami nadwozia, kończące się z przodu pojedynczymi reflektorami w chromowanych oprawach. Cały przedni pas był dynamicznie wychylony do przodu. Po bokach nadwozia górna linia błotników miała wcięcie, typowe dla projektów Darrina, który poprawił pierwotny projekt firmy American Metal Products. Błotniki tylne, również zintegrowane z nadwoziem, były lekko zaakcentowane i przechodziły w niewielkie płetwy na końcu. Otwór atrapy chłodnicy był poziomy z wycięciem ku górze w środkowej części, a pośrodku była ozdobna pozioma belka skrzyżowana z pionową, wchodzącą w wycięcie. Na końcach poziomej belki znajdowały się okrągłe światła parkingowe. Nadwozie miało stosunkowo duże okna, dające dobrą widoczność; szyba przednia była dzielona. Tylne okno miało „ząb” na górnej krawędzi, charakterystyczny dla projektów Darrina. Projekt nadwozia zyskał uznanie i został wybrany „modnym samochodem” 1951 roku przez New York Fashion Academy. Bagażnik dostępny standardowo od wewnątrz miał pojemność 538 l, lecz zaletą było składane oparcie tylnej kanapy pozwalające na zwiększenie przestrzeni bagażowej do 1444 l. Dla oszczędności, zewnętrzna klapa bagażnika była jednak wyposażeniem dodatkowym. Również wnętrze było ubogo wyposażone i prosto wykończone. Samochód miał pięć miejsc, w tym trzy na przedniej i dwa na tylnej kanapie.
Do napędu używane były rzędowe silniki firmy Willys-Overland: 4-cylindrowy Supersonic 4 o pojemności 134,2 ci (2,2 l), mocy brutto 68 KM, a w wersji DeLuxe 6-cylindrowy Supersonic 6 o pojemności 161 ci (2,6 l) i mocy 80 KM. Oba silniki były dolnozaworowe, o stopniu sprężania 7:1, zasilane przez jednogardzielowy gaźnik. Napęd był przenoszony przez trzybiegową skrzynię mechaniczną, za dopłatą z nadbiegiem. Silnik umieszczony był wzdłużnie z przodu i napędzał tylne koła. Opony miały rozmiar 5,90 × 15. Nadwozie było zabudowane klasycznie na ramie prostokątnej. Rozstaw osi wynosił 254 cm (100 cali).
Cena bazowa podstawowego modelu wynosiła 1363 dolarów, a DeLuxe z silnikiem 6-cylindrowym 1499 dolarów. Samochód okazał się początkowo sukcesem i w pierwszym roku modelowym 1951 wyprodukowano 78 383 sztuk (w tym 41 020 DeLuxe), co stanowiło 17. miejsce na rynku amerykańskim z udziałem 1,35%. W pierwszym roku samochód nie miał wprost konkurencji na rynku amerykańskim, gdyż nie licząc samochodów europejskich, z samochodów kompaktowych oferowany był tylko znacznie droższy i lepiej wyposażony Nash Rambler, niewystępujący jako sedan, a poza tym spartański miejski Crosley CD. Duże sedany pełnowymiarowe popularnych marek z silnikami sześciocylindrowymi były jednak tylko minimalnie droższe i były chętniej wybierane (najtańszy Ford DeLuxe kosztował od 1522 dolarów). Jako zalety Henry J przedstawiano natomiast większą ekonomikę eksploatacji dzięki mniejszym silnikom i masie oraz łatwiejsze manewrowanie i parkowanie. Przy niewielkiej masie, sześciocylindrowy silnik zapewniał również bardzo dobre przyspieszenie (ok. 14 s do 100 km/h).

### Henry J Vagabond i Corsair 1952–1954

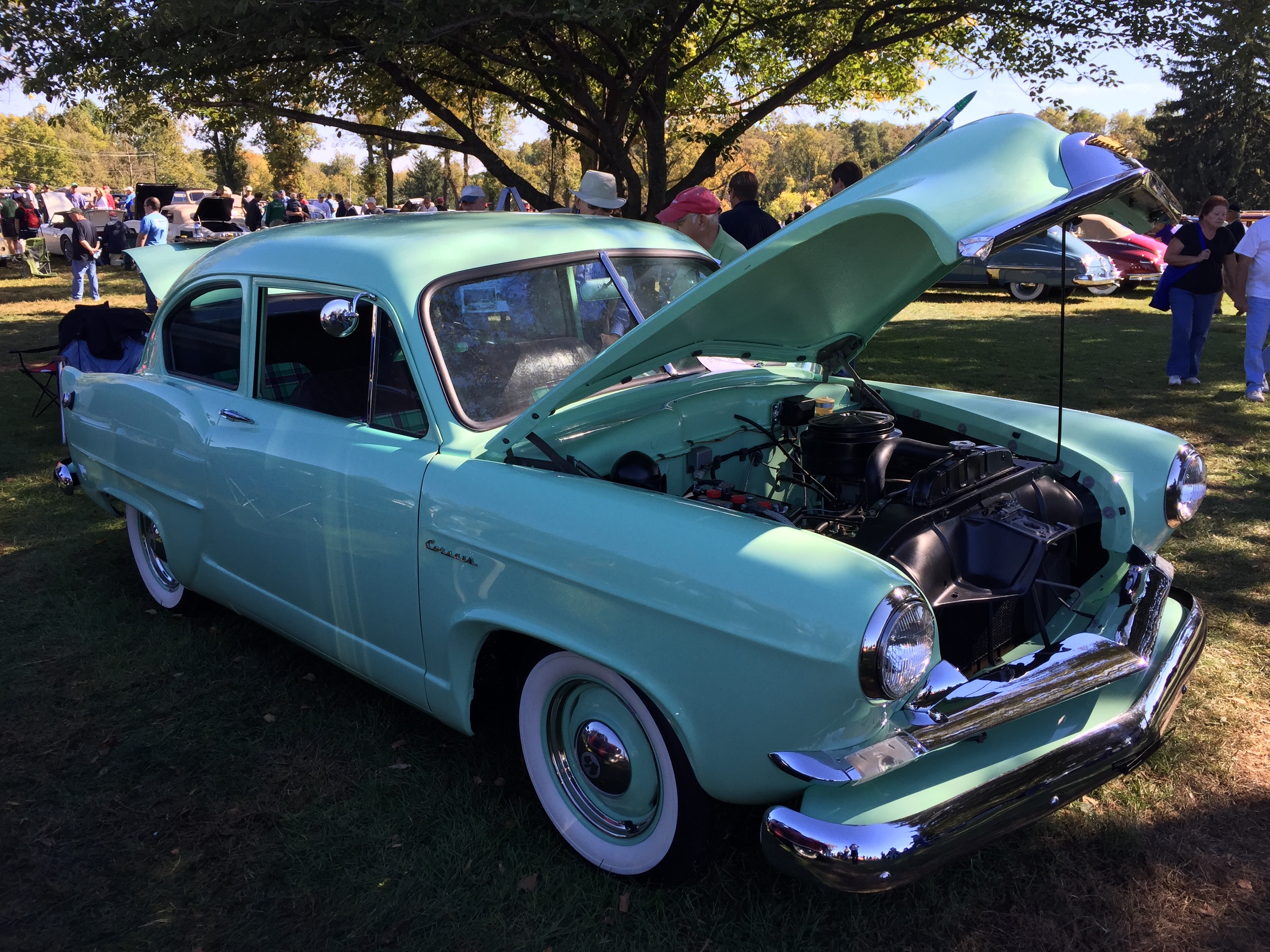
Henry J Corsair

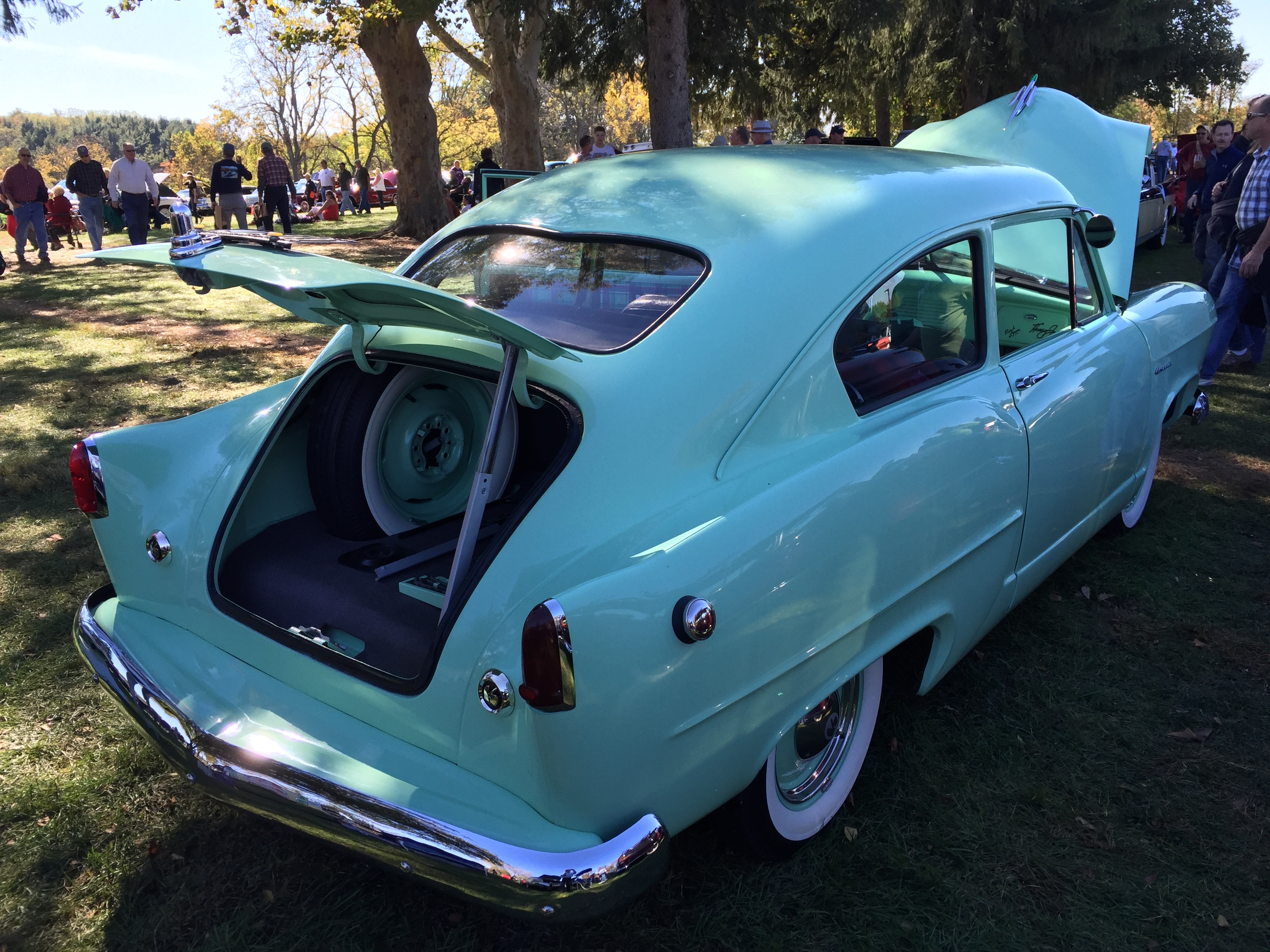
Henry J Corsair od tyłu

W grudniu 1951 roku zmieniono nazwę podstawowego modelu na Henry J Vagabond. Był on traktowany jako model przejściowy, w celu wykorzystania zapasów części. Jedyną znaczącą różnicą było zapasowe koło w stylu Continental mocowane w osłonie na tylnej ścianie nadwozia zamiast w bagażniku. Jednocześnie w lutym 1952 roku w gamie pojawił się zmodernizowany model Corsair, z takim samym nadwoziem w stylu dwudrzwiowego sedana fastback i rozstawem osi 100 cali. Główną różnicą była nowa stylistyka pasa przedniego, podobna do większych samochodów Kaiser, oraz tylne lampy umieszczone na szczycie płetw. Zasadniczym elementem nowego pasa przedniego była gruba pozioma chromowana belka atrapy chłodnicy, zachodząca na boki nadwozia, na której umieszczono prostokątne światła parkingowe, oraz druga belka stanowiąca obramowanie atrapy od góry i przechodząca na środku w tarczę powyżej z emblematem z literą K. Wprowadzono też bardziej atrakcyjne i kolorowe wnętrze. Samochód stał się nieco bardziej pakowny – 595 l, a przy opcjonalnym składanym oparciu kanapy 1642 l. Napęd pozostał taki sam, z silnikiem 6-cylindrowym dostępnym w wersji DeLuxe.
Ceny modelu Vagabond zaczynały się od 1407 dolarów, a Corsair kosztował 1507 lub 1652 dolarów w zależności od silnika (bez dodatkowego wyposażenia). Sprzedaż jednak znacznie spadła i łącznie wyniosła 23 551 sztuk, w tym 16 551 Corsairów. Na rynku pojawił się w tym roku nieco większy konkurencyjny kompaktowy sedan Willys Aero, a w 1953 roku jeszcze Hudson Jet, które osiągnęły nieco wyższą sprzedaż mimo większej ceny. Konkurencję też tworzyły samochody importowane z Europy.
W 1953 roku pozostał tylko model Corsair z minimalnymi zmianami, głównie mechanicznymi, wyprodukowany w 17 505 egzemplarzach. Popyt na samochody tego rodzaju jednak zmalał wraz ze wzrostem dochodów ludności, która oczekiwała w tym czasie mocniejszych silników i lepszego wyposażenia. Oceniano, iż w istocie to, że samochód był prosty i tani, wypełniając definicję „podstawowego środka transportu”, stało się wadą w oczach większości potencjalnych nabywców, którzy oczekiwali więcej luksusu, nawet płacąc więcej za bardziej prestiżowe samochody, jak Rambler. W tym czasie Henry J pozostał najtańszym amerykańskim samochodem na rynku. Na przełomie 1953 i 1954 roku, w związku z połączeniem koncernów Kaiser i Willys (który produkował model Aero), produkcję przeniesiono do Toledo. W efekcie w 1954 roku wyprodukowano tylko 1125 samochodów Henry J Corsair, po czym markę zlikwidowano. Nie zrealizowano planów stworzenia innych wersji nadwoziowych wzorem konkurencji, jak hardtop, kombi, czterodrzwiowy sedan lub kabriolet.

### Allstate 1951–1953

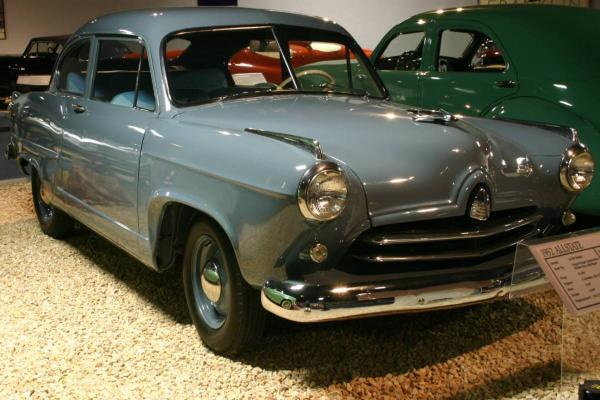
Allstate

W 1951 roku koncern Kaiser zawarł porozumienie z siecią handlową Sears, Roebuck & Company dotyczące sprzedaży samochodu przez sieć marketów Sears. Produkowany w zakładach Kaisera w Long Beach w Kalifornii samochód otrzymał nieco inny pas przedni i markę Allstate, używaną dla części zamiennych sprzedawanych w sieci Searsa. Sprzedawane były od grudnia 1951 roku, głównie w południowozachodniej części USA.
W odróżnieniu od Henry J z 1952 roku, atrapa chłodnicy Allstate miała dwie cieńsze poziome belki oraz cieńsze obramowanie, z tarczą na górze w wycięciu nosa maski, natomiast małe okrągłe światła parkingowe umieszczone były z przodu błotników, pod reflektorami. W miejscu napisów Henry J z lewej strony przedniego pasa, z tyłu i na desce przyrządów, miały napis Allstate na konturach mapy USA. Silniki były takie same, a ceny bazowe wynosiły od 1395 do 1539 dolarów. Wyprodukowano ich tylko 1544 w pierwszym roku modelowym i 797 w kolejnym. W pierwszej połowie 1953 roku zakończono ich produkcję.

## Dane techniczne
| Henry J 1951: Wymiary: - Rozstaw osi: 2540 mm (100") - Długość: 4432 mm (174,5") - Szerokość: 1778 mm (70") - Wysokość: 1515 mm (59,625") - Rozstaw kół z przodu/tyłu: 1372 / 1372 mm (54 / 54") - Prześwit: 178 mm (7") - Masa własna: 1040–1062 kg Napęd: - Silnik: gaźnikowy, dolnozaworowy, chłodzony cieczą, umieszczony podłużnie z przodu, napędzający koła tylne - Układ, pojemność skokowa: - Supersonic 4: R4, 2199 cm³ (134,2 cala sześciennego) - Supersonic 6: R6, 2638 cm³ (161 cala sześciennego) - Średnica cylindra × skok tłoka: - Supersonic 4: 79,4 × 111,1 mm (3,125 × 4,375") - Supersonic 6: 79,4 × 88,9 mm (3,125 × 4,5") - Moc maksymalna: - Supersonic 4: 68 KM (brutto) - Supersonic 6: 80 KM (brutto) - Maksymalny moment obrotowy: ? - Stopień sprężania: 7,0:1 (oba silniki) - Skrzynia przekładniowa mechaniczna 3-biegowa lub z nadbiegiem - Zużycie paliwa: - Supersonic 6: 9,8 l w mieście i 8,6 l poza miastem (testy) - Prędkość maksymalna: - Supersonic 6: ok. 150 km/h Układ jezdny: - Ogumienie: o wymiarach 5,90×15 - Średnica zawracania: 10,7 m (promień 17 stóp 6") |